# Jan Albertsz Rotius

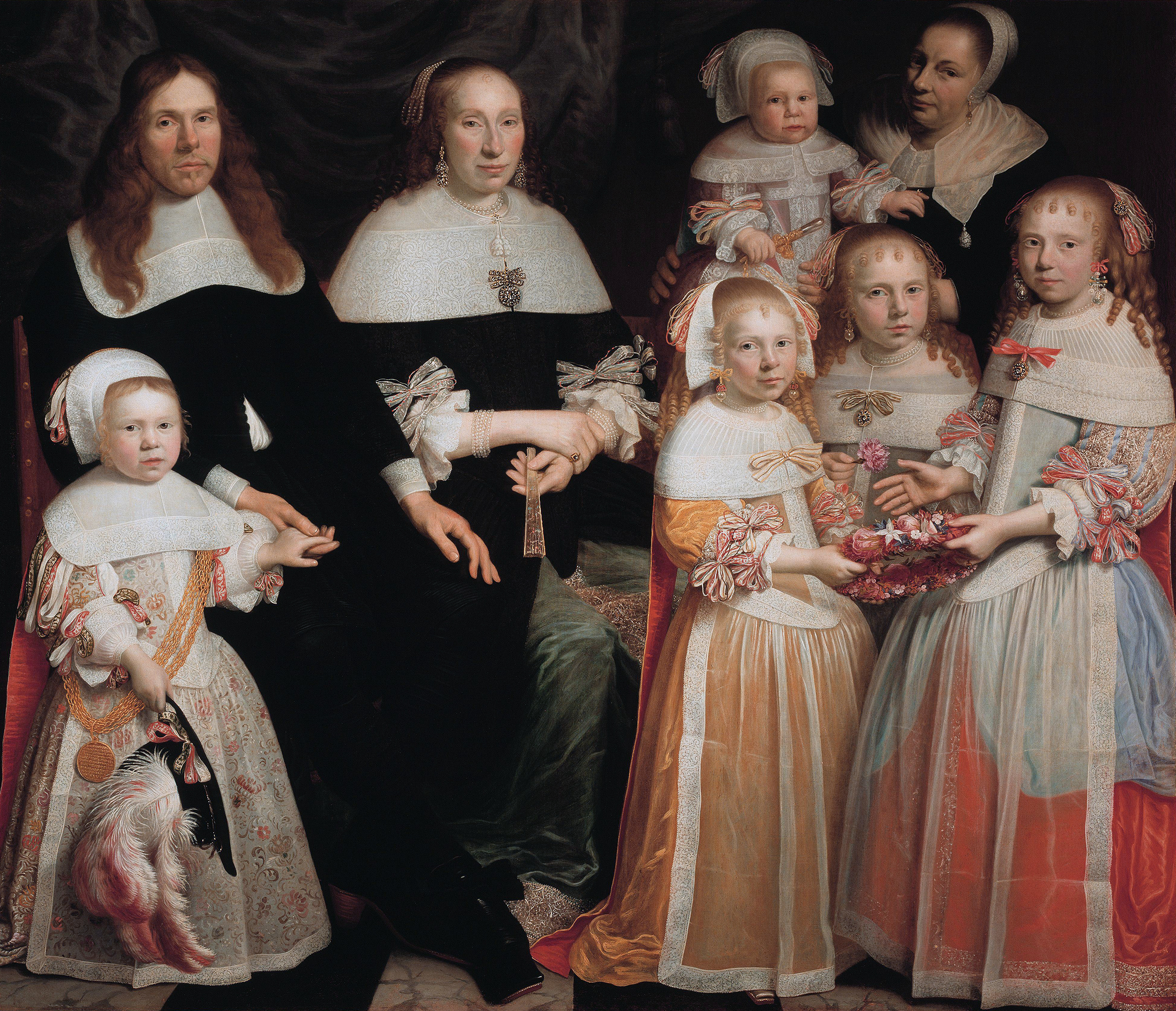
Meyndert Sonck (1626-1675) y Agatha van Neck (1634-1707) con sus hijos (Jan Albertsz Rotius, 1662)

Jan Albertsz. Rotius (Medemblik, 1624-Hoorn, 1666) fue un pintor de Holanda Septentrional que se especializó en retratos, sobre todo de grupo. Trabajó principalmente en la región de Frisia occidental. Rotius es conocido por las pinturas de la guardia cívica que pintó para la Nieuwe y Oude Doelen en Hoorn, que ahora se encuentran en el Westfries Museum de Hoorn.

## Biografía
Perteneció a la familia Rootjes o Rootges. El registro eclesiástico de la Iglesia Reformada en Medemblik menciona que un '20 de octubre de 1624 'bautizó' a Albert Jansz. Rootgies'.  Posteriormente el pintor se instalaría en Hoorn y solía firmar sus obras con los latinizados Rotius o Rootius. En el certificado de registro de su matrimonio se llama Rootseijus y Roodtseus en el Groote Schouburgh de Arnold Houbraken.
En otras fuentes antiguas se afirma que el artista vivió desde ca. 1615 hasta 1674 y lo describen no solo como retratista, sino también como pintor de naturalezas muertas. El año de nacimiento generalmente aceptado de 1615 se basa probablemente en una declaración incorrecta de Houbraken, quien escribió que Rotius tenía cuarenta años en 1655.
En 1643 Jan Albertsz Rotius se casó con Maartje Ambrosiusdr. Está registrado así en el Trouwboecken der Noorder- en Oosterkerk en Hoorn : 'El 7 de noviembre de 1643 Jan Albertsz Rootseijus Jongesel van Medemblijck y los que viven allí y Maertie Ambrosijus, joven hija de Hoorn que vive en el nuevo norte; (im ) Certificado de matrimonio con Medemblick el 22 de noviembre de 1643'.
De sus siete hijos, solo tres crecerían, incluido el pintor de bodegones Jacob Rotius, nacido en 1644 en Hoorn, que fue alumno de Jan Davidsz. de Heem. HF Wijnman escribió que la obra "de padre e hijo no podía distinguirse con precisión" y por eso en el pasado bodegones de Jan Albertsz. se han atribuido erróneamente a su hijo Jacob.
El 16 de octubre de 1666, el enfermo Jan Albertsz. Rotius redactó su testamento, en el que a su hijo Jacob se le asignaron "todos los grabados".  Murió unos días después a la edad de cuarenta y dos años y posteriormente fue enterrado en la tumba de su suegro en la Grote Kerk en Hoorn.

## Formación y carrera

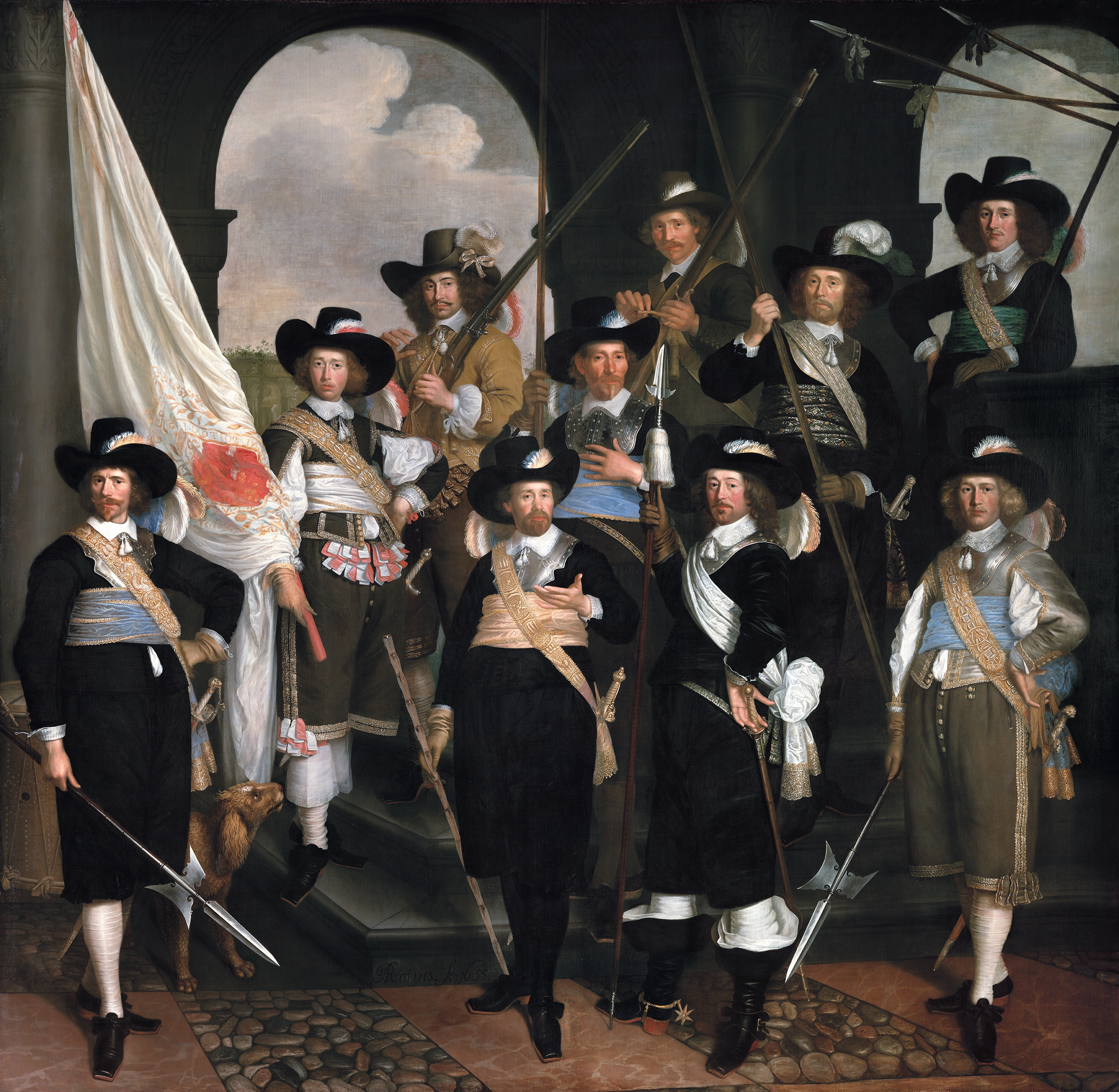
La compañía del capitán Claes Willemsz. Jager, 1655. Óleo sobre lienzo, 326 x 355 cm, Hoorn, Westfrisian Museum.

Se sabe relativamente poco sobre Jan Albertsz. Rotius, quien fue descrito por Arnold Houbraken como «un renombrado pintor de retratos de tamaño natural» y, según él, «ha llegado a tal grado que muchos lo han juzgado tan digno de consideración como Bartolomeus van der Helst». Houbraken hizo este comentario halagador con la salvedad de que «no había tenido tiempo ni oportunidad» de comparar realmente a los dos pintores. Cabría dudar, como hizo Renckens, que Houbraken hubiese visto alguna vez las obras de Rotius. Sobre la base de una comparación entre las pinturas de la guardia cívica hechas por los dos pintores, CA Abbing en 1839 mencionó a Van der Helst sin dudarlo como maestro de Rotius. El propio Houbraken, por otro lado, asumió que Rotius había sido aprendiz de Pieter Lastman. Ya en 1911, Kurt Freise, que todavía asumía su fecha de nacimiento como 1615, estableció que las obras de Rotius no indicaban que hubiera sido alumno de Pieter Lastman.
Sobre la base de la única fecha de nacimiento correcta, a saber, la de 1624, resulta imposible que el joven Rotius fuera aprendiz de Pieter Lastman porque ya había muerto en 1633. Hasta el día de hoy no está claro qué pintor lo inició en el conocimiento de la profesión. Según BJA Renckens, algunos detalles notables en las pinturas de la guardia cívica de Rotius de 1649, 1651 y 1655, como las construcciones clasicistas de carácter italianizante, apuntan a una estancia frecuente en Ámsterdam o a la influencia del Bentveughel Jan Linsen, cuyas obras debe de haber visto en las colecciones de Hoorn. Además, Renckens reconoció la relación en color y estilo con la obra de Van der Helst, así como la aplicación constante de esquemas de composición y de fantasía arquitectónica tomados de las piezas de la milicia de Govert Flinck. Rotius pintó sus cuadros de guardia cívica solo unos años después de los de Van der Helst y Flinck.
Walther Bernt  opinaba, de una manera un tanto arbitraria, que había estado asociado con el retratista frisón Wybrand de Geest.  Sin embargo, la carrera de Rotius se desarrolló casi exclusivamente en Hoorn y Drechterland. Hasta aproximadamente 1649, los retratos de Rotius se realizaron en un estilo "conservador" de Ámsterdam que se parece mucho al de Nicolaes Eliasz. Pickenoy. Según Renckens, estos retratos también irradian una atmósfera similar a la de Cuyp.  El seguimiento de Rotius de una generación anterior de pintores se puede explicar posiblemente por el gusto conservador de sus mecenas Hoorn, como las familias Coninck, Hooghtwoud, Sonck y Veen. Rotius pudo haber ganado muchos encargos de retratos gracias a su esposa, que estaba relacionada con las familias regentes de Hoorn. En 2006 Rudi Ekkart mencionó a Jan van Teylingen (1602-1654) como posible maestro de Rotius.  A diferencia de los retratos cívicos que pintó posteriormente, Rotius parecía ansioso por evitar el escorzo en sus retratos. También eligió soluciones compositivas menos atrevidas.